# Rudolf von Spankeren

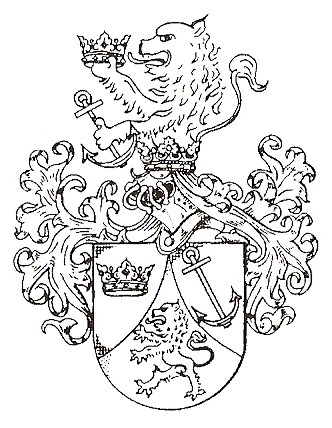
Wappen derer von Spankeren

Friedrich Wilhelm Rudolf van Spankeren, seit 1896 von Spankeren, (* 26. Juli 1839 in Mainz; † 22. März 1920 in Schmargendorf) war ein preußischer Generalleutnant.

## Leben

### Herkunft
Rudolf, auch Rudolph, entstammte einer ursprünglich niederländischen Familie aus dem Dorf Spankeren. Er war der älteste Sohn des Wilhelm von Spankeren, eines Premierleutnants a. D. und zuletzt Geheimer Rechnungsrat und Garnison-Verwaltungsdirektor in Mainz (* 20. November 1797 in Eupen; † 30. Juni 1862 in Mainz) und dessen Ehefrau Pauline, geborene von Ohlen und Adlerscron (* 24. August 1803 in Leobschütz; † 21. März 1886 in Dresden).

### Militärlaufbahn
Spankeren wurde im elterlichen Hause erzogen und besuchte die Kadettenanstalten in Bensberg und Berlin. Am 2. Mai 1857 wurde er als Sekondeleutnant dem 7. Infanterie-Regiment der Preußischen Armee in Posen überwiesen. Vom 12. August bis zum 30. November 1859 war er zur Dienstleistung beim 7. Landwehr-Regiment kommandiert und absolvierte vom 30. September 1860 bis zum 11. Juli 1863 die Kriegsakademie. Am 26. April 1864 wurde Spankeren zum Premierleutnant befördert und unter Stellung à la suite des 3. Westfälischen Infanterie-Regiments Nr. 16 bis zum 20. Mai 1864 dem Herzgl. Sachsen-Coburg-Gothaischen Kontingent kommandiert. Anschließend folgte seine Versetzung in das 5. Ostpreußische Infanterie-Regiment Nr. 41 nach Königsberg. Von dort war er bis Mai 1866 zur Trigonometrischen Abteilung des Großen Generalstabs nach Berlin kommandiert. Im Krieg gegen Österreich nahm Spankeren 1866 an den Schlachten bei Trautenau und Königgrätz teil.
Nach dem Friedensschluss wurde am 30. Oktober 1866 in Bromberg das Infanterie-Regiment Nr. 76 formiert. Die zwei Musketier-Bataillone bezogen in Hannover, das Füsilier-Bataillon in Hameln Garnison. Nachdem die Garnisonen 1867 in die Freien Hansestädte Hamburg und Lübeck verlegt wurden, änderte sich die Benennung des Regiments am 7. November 1867 zu 2. Hanseatisches Infanterie-Regiment. Vom 1. März 1867 bis zum 21. März 1868 war er im Regiment bei der Landestriangulation tätig. Am 22. März 1868, dem Geburtstag des Königs, wurde er mit seiner Beförderung zum Hauptmann à la suite des Regiments in den Nebenetat des Großen Generalstabs versetzt.
Am 15. April 1869 trat Spankeren zum Seebataillon über und fungierte dort zunächst als Chef der 1. Kompanie. In dieser Eigenschaft war er während des Krieges gegen Frankreich mit seiner Einheit zu Sicherungsaufgaben in Kiel und Umgebung eingesetzt. Außerdem führte er vom 4. Oktober 1870 bis zum 25. März 1871 das Reserve-Seebataillon. Am 1. Oktober 1874 übernahm Spankeren die 5. Kompanie des Seebataillons, die er bis zum 17. Mai 1875 kommandierte. Anschließend folgte seine Versetzung nach Colmar in das 4. Badische Infanterie-Regiment „Prinz Wilhelm“ Nr. 112. Mit seiner Beförderung zum überzähligen Major wurde Spankeren am 12. März 1878 dem Regiment aggregiert und am 16. August 1879 in die „älteste“ Hauptmannstelle einrangiert. Nachdem er am 14. Februar 1880 etatmäßiger Stabsoffizier geworden war, wurde er am 7. April 1881 Kommandeur des Füsilier-Bataillons in Mülhausen. Mit der Beförderung zum Oberstleutnant wurde Spankeren unter der Belassung in seiner Stellung als Bataillonskommandeur am 15. Oktober 1885 à la suite des Regiments gestellt und zur Dienstleistung als etatmäßiger Stabsoffizier zum Herzoglich Braunschweigischen Infanterie-Regiment Nr. 92 nach Metz abkommandiert. Unter Beförderung zum Oberst wurde Spankeren am 4. August 1888 zum Kommandeur des 3. Hannoverschen Infanterie-Regiments Nr. 79 in Hildesheim und Hameln ernannt. Daran schloss sich am 18. April 1891 mit der Beförderung zum Generalmajor eine Verwendung als Kommandeur der 65. Infanterie-Brigade in Mörchingen an. Diese Brigade kommandieren zu dürfen, war für Spankeren eine besondere Auszeichnung gewesen. Die Nähe zur Grenze bedeutete, dass er im Ernstfall als einer der Ersten „am Feind“ gewesen wäre. Während eine solche Garnison für ranghohe Offiziere eine Ehre darstellte, fanden jedoch die dortigen rangniederen Offiziere kaum woanders im Reich Verwendung. Fritz Oswald Bilse, der in Forbach stationiert war, beschrieb dies in seinem 1903 erschienenen Roman Aus einer kleinen Garnison. Ein militärisches Zeitbild. Der Name der Garnison, in der das Buch spielte, wurde zwar nicht genannt, jedoch Neiße, Mörchingen oder Diedenhofen exemplarisch erwähnt. Anlässlich des Ordensfestes 1893 wurde er in dieser Stellung mit dem Roten Adlerorden II. Klasse mit Eichenlaub ausgezeichnet. Am 21. April 1894 folgte seine Ernennung zum Kommandanten von Metz sowie am 18. Januar 1895 die Verleihung des Kronenordens II. Klasse mit Stern. Kurz darauf erhielt Spankeren am 27. Januar 1895 den Charakter als Generalleutnant. Er wurde am 12. September 1896 zur Disposition gestellt und gleichzeitig durch Wilhelm II. für seine langjährigen Verdienste in den erblichen preußischen Adelsstand erhoben.

### Familie
Spankeren hatte sich am 6. Juni 1870 in Ebersdorf mit Marie von Schlieben (* 22. Mai 1850 auf Gut Dubraucke; † 2. Januar 1944 in Teltow) verheiratet. Aus der Ehe ging der Sohn Rudolf Wilhelm Leopold (1875–1930), verheiratet mit Fanny von Berlepsch (1890–1924) hervor. Seine Schwester Elmire Auguste Adelheid (1845–1922) und ihr Ehemann Karl Julius Otto von Dobschütz (1833–1897) sind die Eltern der Görlitzer Kunstmalerin Erna von Dobschütz.